# 콜린 뉴먼
콜린 존 뉴먼(영어: Colin John Newman, 1954년 9월 16일 ~ )은 영국의 음악가, 음반 프로듀서, 음반사 소유주이다. 그는 포스트펑크 밴드 와이어의 주요 보컬리스트이자 작곡가로 가장 잘 알려져 있다.

## 어린 시절
뉴먼은 1954년 윌트셔주 솔즈베리에서 태어나 버크셔주 뉴베리에서 자랐다. 그는 후에 왓포드 예술학교에 다녔다. 그의 가족은 유대인이다.

## 음악 경력
1976년 뉴먼은 밴드 와이어를 결성하고 주요 작곡가, 가수, 기타리스트를 맡았다. 그들의 첫 번째 공연은 1977년 1월 19일 런던 나이트클럽 록시에서였다. 처음에 이 밴드는 런던 펑크 록 씬의 일부로 여겨졌지만 나중에 포스트펑크, 뉴 웨이브 및 얼터너티브 록에 대한 막대한 영향력으로 비평가들의 찬사를 받았다. 1980년에 일시적으로 밴드가 해체되었을 때 뉴먼은 솔로 경력을 추구했다. 그 밴드가 1980년에 일시적으로 해체되었을 때, 뉴먼은 솔로 경력을 추구했다. 그의 첫 솔로 음반인 《A-Z》는 1980년에 베거스 뱅큇 레코드 레이블에서 발매되었다. 그 음반은 극도로 왜곡된 팝에서 일부는 게리 누만과 비교했던 〈Order for Order〉와 같은 더 주류적인 숫자로 바뀌었다.

## 음반 목록

### 솔로
- A-Z (1980)
- Provisionally Entitled the Singing Fish (1981)
- Not To (1982)
- Commercial Suicide (1986)
- It Seems (1988)
- Bastard (1997)

### 와이어
- Pink Flag (1977)
- Chairs Missing (1978)
- 154 (1979)
- The Ideal Copy (1987)
- A Bell Is a Cup (1988)
- IBTABA (1989)
- Manscape (1990)
- The Drill (1991)
- The First Letter (1991)
- Send (2003)
- Object 47 (2008)
- Red Barked Tree (2010)
- Change Becomes Us (2013)
- Wire (2015)
- Nocturnal Koreans (2016)
- Silver/Lead (2017)
- Mind Hive (2020)
- 10:20 (2020)